# Can Dorca
Can Dorca és una masia situada al municipi d'Arbúcies, a la comarca catalana de la Selva. Se sap que la zona ha estat habitada des de la prehistòria per diverses troballes; concretament, a can Dorca es van trobar destrals polides. És part, junt amb altres jaciments arqueològics, del conjunt de jaciments de la vall de la riera d'Arbúcies.